# 로크웰 경도
로크웰 경도(Rockwell Hardness)은 B스케일과 C스케일이 있으며, B스케일은 100kgf의 하중에서 1.588mm의 강구를, C스케일에서는 120도의 원뿔 및 선단 반지름은 0.2mm의 다이아몬드 압자를 사용한다.
압자를 일정 하중으로 시료면에 압입을 가해 압자의 선단이 들어간 깊이로 재료의 경도를 아는 시험.
[C스케일의 경우] ① 초하중을 건다. 다이얼 게이지의 지침을 0으로 맞춘다.
② 시험 하중을 건다.
③ 하중을 제거하고, 초하중으로 한다.
(탄성으로 움푹 파여 조금은 원위치로 된다) : 다이얼 게이지의 지시를 읽는다.
HRC=100-500h

## 같이 보기
- 광물
- 경도계
- 비커스 굳기